# 青木泰二郎
青木 泰二郎（あおき たいじろう、生年不詳 - 1962年〈昭和37年〉11月23日）は、日本の海軍軍人。海軍大佐。ミッドウェー海戦で撃沈された航空母艦「赤城」艦長として知られる。

## 概要
海軍兵学校（41期）を1913年（大正2年）12月に卒業。同期生に草鹿龍之介、木村昌福、田中頼三らがいる。1937年（昭和12年）12月、大佐へ昇進。水上機母艦・「瑞穂」艦長、横須賀海軍航空隊予科練部長を経て、土浦海軍航空隊司令として太平洋戦争を迎える。
1942年（昭和17年）4月25日に「赤城」艦長に就任。しかし、就任2ヶ月に満たない同年6月5日、ミッドウェー海戦において「赤城」は被弾・炎上。青木は沈没まで指揮をとり、乗組員の退艦を図った。青木は「赤城」と最期を共にするつもりであったが、乗組員たちに「赤城」から無理矢理引きずり降ろされ生還する。帰国後7月14日付けで予備役に編入されたが、召集を受け海南警備府附となる。その後は海口海軍航空隊、佐世保海軍航空隊、元山海軍航空隊の各司令を勤めた。元山空で終戦を迎えた時、青木は内地に飛行機で戻り、残された隊員たちはソ連軍の捕虜となりシベリアに抑留された。このことから青木の行動を「敵前逃亡」と非難する元部下もいる。その後、公職追放となった。戦後は埼玉の幼稚園長として勤務した。
筑波大学教授・青木彰（海兵75期）は息子。その妻は女優の佐々木すみ江。

## 評価
青木の行動は、戦後の研究者の間でも賛否が分かれている。沢地久枝はミッドウェー海戦での生還行動について「艦長としての最後まで戦おうとした意志が見られ、その決断は部下による救出行動と相まって、単純な臆病とは言えない複雑な人間ドラマを示している」と論じている。一方、渡辺洋二は終戦直前の元山海軍航空隊司令としての撤退行動を「軍人としての責任放棄」と厳しく批判している。